# Tracy Jaeckel
Tracy Jaeckel (New York, 5 febbraio 1905 – Point O'Woods, 6 agosto 1969) è stato uno schermidore statunitense, vincitore di una medaglia di bronzo nella scherma ai giochi olimpici.